# USS Copahee (CVE-12)
Авіаносець «Копахі» (англ. Copahee (CVE-12)) — ескортний авіаносець США часів Другої світової війни типу «Боуг» (1 група, тип «Attacker»).

## Історія створення
Авіаносець «Копахі» був закладений 18 червня 1941 року на верфі «Todd Pacific Shipyards» під назвою «Steel Architect». Спущений на воду 21 жовтня 1941 року, вступив у стрій 15 червня 1942 року.

## Історія служби
Авіаносець «Копахі» протягом 1942—1945 років використовувався як авіатранспорт для доставки літаків на острови Тихого океану. Влітку 1944 року, під час повернення з чергового походу він доставив захоплені японські літаки (13 літаків Mitsubishi A6M та 1 літак Nakajima B5N), а також 37 двигунів та інше обладнання для дослідження та випробування у США.
Восени 1945 року авіаносець «Копахі» брав участь в операції «Чарівний килим» із повернення на батьківщину американських військовослужбовців.
5 липня 1946 року авіаносець був виведений у резерв. 12 червня 1955 року перекласифікований в ескортний вертольотоносець CVHE-12.
1 березня 1959 року «Копахі» був виведений зі складу флоту і у 1961 році розібраний на метал.

## Нагороди
За участь у бойових діях авіаносець «Копахі» був нагороджений однією Бойовою зіркою.